# Freya (radar)
 For alternative betydninger, se Freya (flertydig). (Se også artikler, som begynder med Freya)
Freya var blot en af de typer radar, Luftwaffe benyttede under 2.verdenskrig. Freya blev gerne benyttet sammen med andre typer radar, således at en Freya, der udsender en bred stråle, opdagede de anflyvende fly, hvorefter en mere præcis radar, Würzburg overtog. Navnet hævdes at henvise til, at den nordiske gudinde Freja kunne se i mørke. Rækkevidden angives til 160 km.

## Udvikling
Det, der senere skulle få betegnelsen Freya, blev udviklet af
Berliner-firmaet GEMA (Gesellschaft für elektroakustische und mechanische Apparate mbH) fra 1937. Kriegsmarine fik sit første prøveeksemplar i 1938. På dette tidspunkt var Freya mere avanceret end det britiske Chain Home-system. Freya anvendte en bølgelængde på 1,2 m, hvorimod Chain Home benyttede en bølgelængde på 12 m. Dette gav en større opløsning, således at også mindre genstande kunne detekteres. En dygtig operatør kunne få en pejling med ½° nøjagtighed.
Ved krigsudbruddet var der kun 8 apparater i drift. Selv om Chain Home var mindre avanceret, var det hurtigere krigsberedt. Til gengæld var Freya mere mobil, og antennerne kunne roteres (gav mulighed for en polar-plan indikator).

## Varianter
- FuMG 450 Freya AN, oprindeligt benævnt FuMG 41G (rækkevidde på 120 km)
- FuMG Freya LZ (kunne transporteres i fly)
- FuMG 480
- FuMG 44 Drehfreya, en overgang til FuMG 44/404 (Marine FuMO371), Jagdschloss-Rundsuchradar
- FuMG 451 Freiburg, 162–200 MHz
- FuMG 321-328 (Kriegsmarine-betegnelse)
- FuMG 401 Freya-Fahrstuhl. Her kunne antennen hejses op i et 20 m højt stativ, hvilket muliggjorde en måling af den lodrette vinkel og dermed kunne målets omtrentlige flyvehøjde beregnes. Nøjagtigheden angaves som +/- 100 m på 20 km afstand og +/- 300 m på 100 km afstand. To forsøgsopstillinger fandtes i Danmark i henholdsvis Løkken og Skagen fra august 1943.

## Büffel
På Fanø og ved Büffel stillingen i Blåvand blev der oprettet en Freya-radar. Büffel stillingen bestod af
- 2 stk. Würzburg radar (553 – 566 MHz)
- 1 stk. Freya radar (120 – 130 MHz)
- 1 stk. Wasserman radar (120 – 150 MHz)
- 2 stk. Y-pejlere

Freya-radaren blev også opstillet andre steder langs vestkysten.

## Eksterne kilder
- http://www.team-schack.dk/buffelstillingen.htm Arkiveret 16. september 2013 hos  Wayback Machine
- Fritz Trenkle: Die deutschen Funkführungsverfahren bis 1945. Dr. Alfred Hüthig, Heidelberg 1987, ISBN 3-7785-1647-7.
- Harry von Kroge: GEMA – Berlin. Geburtsstätte der deutschen aktiven Wasserschall- und Funkortungstechnik. H. von Kroge, Hamburg 1998, ISBN 3-00-002865-X.
- Helmut Bukowski: Radarkrieg und Nachtluftverteidigung über Berlin 1939 bis 1945. (Verfahren und Technik zum nächtlichen Schutz von Berlin gegen Luftangriffe). VDM Nickel, Zweibrücken 2007, ISBN 978-3-86619-012-2.